# 費耶爾州
費耶爾州（匈牙利語：Fejér）是匈牙利中部的一個州。面積4,358.45平方公里，人口417,651（2015年）。首府塞克什白堡。

## 行政区划

### 区份
- 比奇凯区
- 多瑙新城區
- 埃宁格区
- 加尔多尼区
- 毛尔通瓦沙尔区
- 莫尔区
- 沙尔博加德区
- 塞克什白堡区

### 市镇
下設2市、15镇、11大村、78村。
1. ↑  nepesseg.com, population data of Hungarian settlements
2. ↑  Regions and Cities > Regional Statistics > Regional Economy > Regional GDP per Capita, OECD.Stats. Accessed on 16 November 2018.